# Dominic Bellavance
Pour les articles homonymes, voir Bellavance.
Dominic Bellavance est un écrivain québécois né le 8 janvier 1982 à Saint-Odilon-de-Cranbourne, dans la région de Chaudière-Appalaches.

## Biographie
Dominic Bellavance commence à écrire son premier roman Alégracia et le Serpent d'Argent alors qu'il travaille à l'usine Olymel de Vallée-Jonction comme désosseur. Il publie le premier tome de la série Alégracia aux éditions Les Six Brumes en 2005, alors qu'il a 23 ans. Cette saga de fantasy en 4 volumes se vend à plus de 4500 exemplaires à travers le Québec.
En 2003, il entreprend des études au Cégep de Sainte-Foy en Techniques d'intégration multimédia et obtient son diplôme en 2006. Il décroche ensuite un certificat en création littéraire en 2007 et un certificat en littérature québécoise en 2010, à l'Université Laval.
En février 2008, il développe et lance tiTexte.net, un site Web où les membres publient et commentent de la poésie et des nouvelles littéraires. Ce site ferme le 14 février 2011.
En 2010, il s'éloigne de la fantasy traditionnelle en publiant le roman Toi et moi, it's complicated aux éditions Coups de tête, dont l'histoire se déroule en partie sur Facebook.
Il est membre titulaire de l’Union des écrivaines et des écrivains québécois.

## Œuvres

### Romans

#### SérieAlégracia
- Alégracia et le Serpent d'Argent, Drummondville, Les Six Brumes, romans 007, 2005  (ISBN 2980734268)
- Alégracia et les Xayiris vol. I, Drummondville, Les Six Brumes, romans 008, 2006  (ISBN 2980734276)
- Alégracia et les Xayiris vol. II, Drummondville, Les Six Brumes, romans 009, 2007  (ISBN 9782980963223) (OCLC 227505790)
- Alégracia et le Dernier Assaut, Drummondville, Les Six Brumes, romans 010, 2009  (ISBN 9782980963278) (OCLC 430651745)
- Sintara et le Scarabée de Mechaeom, Drummondville, Les Six Brumes, Nova 005, 2010  (ISBN 978-2980963285)
- Alégracia : L'intégrale, Sherbrooke, Les Six Brumes, roman grand format 001, 2015 (reprise des 4 premiers titres)

#### SérieLe Fléau de Roc-du-Cap
- Les Derniers Jours (tome 0.5), nouvelle, Québec, Bellavance éditeur, 2014
- La Nouvelle Hantise (tome 1) , Québec, Bellavance éditeur, 2015
- Les Vieilles Rancunes (tome 2) (à paraître, Bellavance éditeur, 2017)
- L'Ultime Réveil (tome 3) (à paraître, Bellavance éditeur, 2018)[5]

#### Autres romans
- Toi et moi, it's complicated, Montréal, Coups de tête, 2010
- Roman-réalité, Montréal, Coups de tête, 2011
- Les Limbes des immortels, Montréal, Porte-Bonheur, coll. « Les clowns vengeurs », 2012
- La Patience des immortels, Montréal, Porte-Bonheur, coll. « Les clowns vengeurs », 2014
- Bienvenue à SPAMville, Montréal, Porte-Bonheur, 2016
- Le silence des sept nuits: Les derniers jours, éditions Ada, collection Corbeau, 2018
- Immortels, collection Menvatts, éditions Ada, collection Corbeau, 2018
- Le silence des sept nuits: L'ultime réveil, éditions Ada, collection Corbeau, 2019
- Laissez-les brûler, collection Un roman dont vous êtes la victime, éditions Corbeau, 2020[6]
- Hantée, collection Un roman dont vous êtes la victime, éditions Corbeau, 2021[7]
- Survivras-tu au massacre à la citadelle, éditions Scarab, 2022[8]
- Baba Yaga, collection Les contes interdits, éditions Ada, 2022[9]
- Le bal des infidèles, collection Le corrupteur, éditions Corbeau, 2022[10]
- Au clair de la lune, collection Un roman dont vous êtes la victime, éditions Corbeau, 2023[11]
- RED, le cavalier rouge, collection Dans l'univers des contes interdits, éditions Corbeau, 2023[12].
- Jade, collection Fantasme, éditions ADA, 2024[13].
- Massacre et selfies, collection Le corrupteur, éditions Corbeau, 2024
- Les sorciers de la Beauce, collection Légendes terrifiantes d'ici, éditions SCARAB, 2024.

### Essais
- Présentez votre manuscrit littéraire comme un pro en 5 étapes, Québec, Bellavance éditeur, 2015
- Comment écrire plus, Québec, Bellavance éditeur, 2018 [14]
- 100 trucs pour promouvoir vos romans, 2021[15]

### Nouvelles
- L'Acarien et l'être suprême, dans Lapsus 19, 2006
- Chagrin meurtrier, dans Nocturne 8, 2008
- Silence et Oubli, dans Brins d'éternité 19, 2008
  - Reprise en France dans Station Fiction 4, 2010
- Coincée dans la gorge, dans Des nouvelles du père, éditions Québec/Amérique, 2014
  - Réédition: format numérique, Bellavance Éditeur, 2016

## Distinctions
- 2006 - Prix Aurora pour le meilleur livre en français : Alégracia et le Serpent d'Argent
- 2008 - Finaliste au Prix Aurora pour le meilleur livre en français : Alégracia et les Xayiris vol. II
- 2011 - Finaliste au Prix Aurora/Boréal pour la meilleure nouvelle en français : Sintara et le Scarabée de Mechaeom